# العلاقات الأفغانية البنمية
العلاقات الأفغانية البنمية هي العلاقات الثنائية التي تجمع بين أفغانستان وبنما.

## مقارنة بين البلدين
هذه مقارنة عامة ومرجعية للدولتين:
| وجه المقارنة                                              | أفغانستان                    | بنما                      |
| --------------------------------------------------------- | ---------------------------- | ------------------------- |
| المساحة (كم2)                                             | 652.23 ألف                   | 74.18 ألف                 |
| عدد السكان (نسمة)                                         | 34.94 مليون                  | 4.10 مليون                |
| الكثافة السكانية (ن./كم²)                                 | 53.57                        | 55.27                     |
| العاصمة                                                   | كابل                         | بنما                      |
| اللغة الرسمية                                             | اللغة البشتوية، اللغة الدرية | اللغة الإسبانية           |
| العملة                                                    | أفغاني                       | بالبوا بنمي، دولار أمريكي |
| الناتج المحلي الإجمالي (بليون دولار)                      | 20.82 مليار                  | 61.84 مليار               |
| الناتج المحلي الإجمالي (تعادل القوة الشرائية) بليون دولار | 62.62 مليار                  | 87.37 مليار               |
| الناتج المحلي الإجمالي الاسمي للفرد دولار أمريكي          | 594                          | 13.27 ألف                 |
| الناتج المحلي الإجمالي للفرد دولار أمريكي                 | 1.93 ألف                     | 20.89 ألف                 |
| مؤشر التنمية البشرية                                      | 0.479                        | 0.780                     |
| رمز المكالمات الدولي                                      | +93                          | +507                      |
| رمز الإنترنت                                              | .af                          | .pa                       |
| المنطقة الزمنية                                           | ت ع م+04:30                  | 00                        |

## منظمات دولية مشتركة
يشترك البلدان في عضوية مجموعة من المنظمات الدولية، منها:
| علم المنظمة | اسم المنظمة                               | تاريخ انضمام أفغانستان | تاريخ انضمام بنما |
| ----------- | ----------------------------------------- | ---------------------- | ----------------- |
|             | يونسكو                                    | 4 مايو 1948            | 10 يناير 1950     |
|             | مؤسسة التمويل الدولية                     | 23 سبتمبر 1957         | 20 يوليو 1956     |
|             | المركز الدولي لتسوية المنازعات الاستشارية | 25 يوليو 1968          | 8 مايو 1996       |
|             | منظمة حظر الأسلحة الكيميائية              | ?                      | ?                 |
|             | مؤسسة التنمية الدولية                     | 2 فبراير 1961          | 1 سبتمبر 1961     |
|             | وكالة ضمان الاستثمار متعدد الأطراف        | 16 يونيو 2003          | 21 فبراير 1997    |
|             | الاتحاد البريدي العالمي                   | ?                      | ?                 |
|             | منظمة الشرطة الجنائية الدولية             | ?                      | ?                 |
|             | الأمم المتحدة                             | 19 نوفمبر 1946         | 13 نوفمبر 1945    |
|             | الاتحاد الدولي للاتصالات                  | 12 أبريل 1928          | 14 يوليو 1914     |
|             | البنك الدولي للإنشاء والتعمير             | 14 يوليو 1995          | 14 مارس 1946      |

## وصلات خارجية
- موقع وزارة الخارجية الأفغانية
- موقع وزارة الخارجية البنمية